# 25714 Aprillee
25714 Aprillee (tên chỉ định: 2000 AW160) là một tiểu hành tinh vành đai chính. Nó được phát hiện bởi dự án Nghiên cứu tiểu hành tinh gần Trái Đất Lincoln ở Socorro, New Mexico, ngày 3 tháng 1 năm 2000. Nó được đặt theo tên April S. Lee, an American high school student whose plant sciences project won second place ở the 2009 Giải thưởng Khoa học và Kỹ thuật Intel.